# Giacinto Andrea Cicognini
Giacinto Andrea Cicognini (* 13. November 1606 in Florenz; † November 1649 in Venedig) war ein italienischer Dramatiker und Librettist; er war der Sohn des Dichters und Dramatikers Jacopo Cicognini.

## Leben
Cicognini schloss seine Ausbildung 1627 an der Universität Pisa ab. Von 1640 bis 1645 lebte er in Florenz als Rechtsberater für den Dichter und Dramatiker Giambattista Ricciardi. 1647 schrieb er sein erstes eigenes Libretto Il Celio, das von Sapiti and Baglioni in Musik gesetzt wurde. Später im Jahr wechselte er nach Venedig, wo er als Sekretär von Francesco Boldieri arbeitete, einem Adligen, der das Vermögen des Johanniterordens verwaltete.
Sein Ruhm als Dramatiker und Librettist wuchs mit der Zahl seiner Dramen, Tragödien, Komödien und Libretti, die er für Theater und Opernhäuser Venedigs verfasste. Die Komponisten, für die er arbeitete, waren unter anderem Francesco Cavalli, Antonio Cesti und Francesco Lucio.
Cicognini war somit einer der wichtigsten Akteure in der Oper des 17. Jahrhunderts; er vereinte Elemente von Tragödie und Komödie und zeigte oft Anzeichen eines spanischen Einflusses. Seine berühmtesten Libretti sind Giasone (vertont von Cavalli 1649) und Orontea (vertont von Lucio 1649 und Cesti 1656), die zu den beliebtesten Opern des 17. Jahrhunderts in Europa werden sollten. Der Text von Salvatore Sciarrinos 1998 bei den Schwetzinger Festspielen uraufgeführter Oper Luci mie traditrici basiert auf dem fälschlicherweise Cicognini zugeschriebenen Drama Il tradimento per l’onore, als dessen Autor inzwischen Francesco Stramboli identifiziert wurde.
Der Erfolg seiner Werke im Rahmen sowohl in der professionellen als auch der akademischen und höfischen Aufführungspraxis führte dazu, dass nach Cicogninis Tod seine Dramen in zahlreichen Auflagen gedruckt wurden. Die Beliebtheit und Auflagenstärke dieser Drucke wiederum motivierte Buchdrucker auch Stücke anderer Autoren als Cicognini-Werke anzupreisen, weshalb bis heute nicht immer mit Sicherheit zu sagen ist, welche Dramen tatsächlich von ihm stammen.
Die ersten italienischsprachigen Aufführungen seiner Werke im deutschsprachigen Raum sind für 1656 in Innsbruck (Orontea) und 1659 am Wiener Hof (Le gelosie fortunate del prencipe Rodrigo und Il Don Gastone di Moncada) nachzuweisen. Erste Übersetzungen und Adaptionen für das Berufstheater sind im Umfeld des Innsbrucker Hofes entstanden, wo die Prinzipale Johann Ernst Hoffmann und Peter Schwarz mit einer Truppe ab 1659 für einige Jahre als Hofkomödianten angestellt waren. Für die deutsche Fassung von Le gelosie fortunate del re di Valenza hat Graf Veit Ernst Künigl in Innsbruck zunächst eine Rohübersetzung angefertigt, die vom Schauspieler Christoph Blümel 1662 unter dem Titel Comædia Von Der glüeckseligen Eÿfersucht zweschen Rodrich undt Delomira von Valenza für den Spielbetrieb adaptiert wurde. Neben diesem Stück erwiesen sich in den folgenden Jahrzehnten vor allem Adamira oder Das verliebte und geliebte Ehrenbild sowie Don Gaston oder Spiegel wahrer Freundschaft als Kassenschlager zahlreicher deutschsprachiger Wandertruppen. Während der ersten Jahrzehnte des 18. Jahrhunderts flaute die Bedeutung Cicogninis als Theaterautor sowohl in Italien als auch im deutschsprachigen Raum allmählich ab; bis heute gehört er zu den weitgehend vergessenen Dramatikern des 17. Jahrhunderts.

## Werke (Auswahl)
- Don Gaston oder Spiegel wahrer Freundschaft
- Adamira oder Das verliebte und geliebte Ehrenbild
- Die große ägyptische Königin Oronthea

## Quelle
- Biography Resource Center. Farmington Hills, Mich.: Gale, 2009.